# Tragedia de La Cresta
La Tragedia de La Cresta o la Tragedia de la Martín Sosa fue un incendio declarado en un autobús de servicio público ocurrido en Ciudad de Panamá el 23 de octubre de 2006, específicamente en la Avenida Martín Sosa, en el área de La Cresta. Este accidente marcó un cambio social al demostrar el colapso evidente del sistema de transporte público en el país.
Este suceso ocurre principalmente por un desperfecto mecánico en el sistema de refrigeración del bus 8B-06 de la ruta Mano de Piedra-Corredor Norte. Al llegar el bus a dicha avenida comenzó a arder; debido a que el bus no tenía las medidas de seguridad tales como extintor o puertas de emergencia, muchos pasajeros no tuvieron tiempo para escapar, y en total unos 18 pasajeros murieron calcinados en la parte trasera del bus (13 mujeres y 5 hombres, 2 de los cuales son niños). El resto de los pasajeros pudieron escapar por las ventanas, donde hubo 25 heridos y dos de estos quedaron con severas quemaduras de segundo y tercer grado y fueron enviados al Hospital Santo Tomás y al Hospital del Niño Dr. José Renán Esquivel, donde tuvieron que ser operados con injertos de piel.

## Consecuencias
Este suceso provocó el disgusto de la opinión pública contra el sistema de transporte colectivo en Panamá, que era dominado por un sistema de buses llamados "diablos rojos", que han funcionado por más de 20 años y cuyo sistema ha quedado colapsado con buses dañados, transportistas que violan reglamentos de tránsito y un servicio pésimo del cual han sido involucrados en accidentes de tránsito, incluyendo muertes. La Ministra de Gobierno y Justicia de ese entonces, Olga Golcher, declaró que el gobierno se pondría estricto para controlar las condiciones de los autobuses del transporte público.
Inmediatamente se asignó al Viceministro de Gobierno y Justicia, Severino Mejía, como nuevo Director del Tránsito e inició una serie de revisiones minuciosas a los buses que no cumplieran con los requisitos de servicio, mientras que el gobierno anunció una reforma a la Ley del Transporte, no obstante los transportistas presionaron al gobierno para no modificar dicha ley.
Poco después son arrestados el dueño, el conductor y el mecánico del bus, en la que los dos primeros estuvieron evadidos de la justicia hasta el 20 de noviembre, y les fueron impuestos con una fianza de excarcelación que totaliza los 900.000 balboas. El 2 de mayo de 2008 fueron condenados el dueño y el conductor a 40 meses de prisión.
Un año después, se sancionó la ley que regularía el transporte y declararía el 23 de octubre como día de reflexión nacional.
En septiembre de 2018, finalmente las víctimas de la tragedia llegan a un acuerdo con la empresa estadounidense que distribuyó el gas refrigerante al bus.